# گورستان کردشامی
گورستان کردشامی مربوط به دوره صفوی است و در شهرستان بروجن، بخش گندمان، روستای کردشامی واقع شده است. این اثر در تاریخ ۸ مرداد ۱۳۸۱ با شمارهٔ ثبت ۶۰۱۷ به‌عنوان یکی از آثار ملی ایران به ثبت رسیده است.